# WWF King of the Ring
WWF King of the Ring é um jogo baseado na World Wrestling Federation, lançado em 1993 para o console Nintendo Entertainment System e o console portátil Game Boy.Foi o último jogo da WWF lançado para o NES, e o terceiro lançado para o Game Boy. Neste jogo, os jogadores podem disputar o título do King of the Ring competindo em um torneio de eliminação.Além disso, os jogadores podem lutar contra o roster inteiro através de uma série de lutas para se tornar o WWF Champion.Também estão disponíveis partidas amistosas nos modos de singles e de tag team para um ou dois jogadores.

## Jogabilidade
A versão do NES possui onze lutadores: Hulk Hogan, Randy Savage, Bret Hart, The Undertaker, "The Narcissist" Lex Luger, Mr. Perfect, Razor Ramon, Shawn Michaels, Yokozuna, Bam Bam Bigelow e "Você"(um lutador genérico que o jogador poderá atribuir um nome e designar atributos a ele).Undertaker e Bigelow não estão na versão para Game Boy.